# Paul Delos Boyer

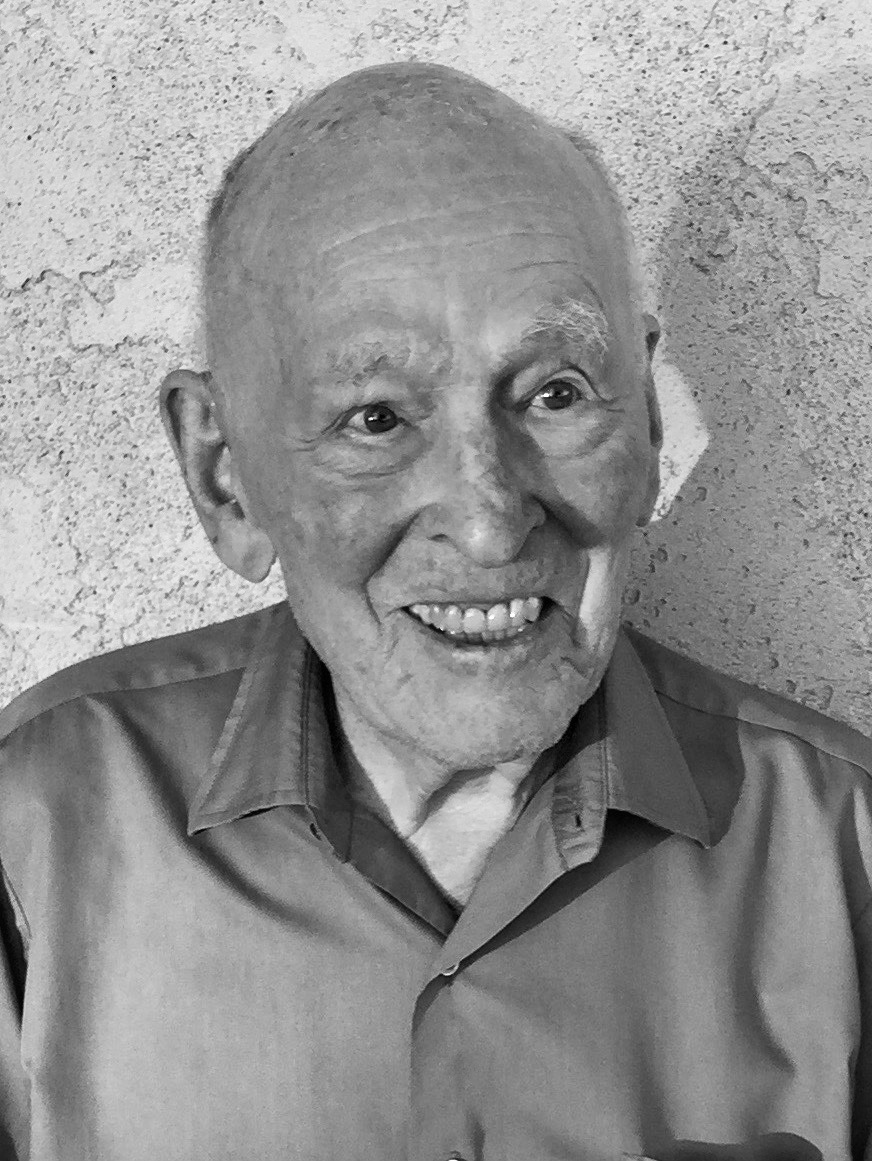
Paul D. Boyer (2016)

Paul Delos Boyer (* 31. Juli 1918 in Provo, Utah; † 2. Juni 2018 in Los Angeles) war ein US-amerikanischer Biochemiker, der 1997 gemeinsam mit John Ernest Walker und Jens Christian Skou für seine Arbeiten am Adenosintriphosphat (ATP) mit dem Nobelpreis für Chemie ausgezeichnet wurde.

## Biographie
Paul Delos Boyer wurde am 31. Juli als Sohn des Osteopathen Dell Delos Boyer (verst.1982) und seiner Ehefrau Grace Guymon (verst.1933) in Provo im US-Bundesstaat Utah geboren. Zur Familie gehören noch 5 Geschwister. Der Tod seiner Mutter 1933, die an der Addison-Krankheit verstarb (eine Hormon- und Stoffwechselkrankheit die durch Unterfunktion der Nebennierenrinde ausgelöst wird) lenkte sein berufliches Interesse auf das Fachgebiet der Biochemie und speziell auf die Erforschung der Ursachen dieser Krankheit. Im Jahre 1934 verließ er die High School in Provo und begann ein Studium im Fachgebiet Biochemie an der Brigham Young University (BYU) in Provo. Anschließend wechselte er an die University of Wisconsin–Madison, die als führend auf dem Gebiet der Biochemie galt und hier eine Tätigkeit als Forschungsassistent an. Hier promovierte er 1943 bei Paul H. Phillips mit dem Thema Studies on muscle phosphorylations and on vitamin A and carotene. Nach seiner Promotion wechselte Boyer an die kalifornische Stanford University und arbeitete hier an einem staatlich finanzierten Projekt zur Stabilisierung und Nutzung des Plasmaproteins `Albumin´ bei Bluttransfusionen von Kriegsverletzten mit. Dieses Projekt wurde aus militärischem Interesse nach dem Eintritt der USA in den Zweiten Weltkrieg forciert. Nach dem erfolgreichen Abschluss des Forschungsprojektes wurde er, noch kurz vor Ende des Krieges zur US-Marine eingezogen. Seine Dienstzeit absolvierte er am Navy Medical Research Institute in Bethesda (Maryland). 1946 folgte er einem Ruf an die University of Minnesota in St. Paul – zunächst als Assistenz-Professor. Hier konnte er durch intensive Forschungsarbeit nachweisen, dass die Synthese des Adenosintriphosphat (ATP) vor allem bei der Enzymaktivität und der Freigabe des ATP Energie bindet. Das war ein entscheidender Ansatz zur weiteren Erforschung der tatsächlichen Abläufe bei der ATP-Synthese.
Auf Grund seiner wissenschaftlichen Leistungen wurde er 1953 zum ordentlichen Professor berufen. Bei einem anschließenden Forschungsaufenthalt 1955 in Schweden und der hier erfolgten Zusammenarbeit mit dem Forschungsteam des Nobelpreisträgers Hugo Theorell (1903–1982) konnte er sich noch intensiver mit den Themen der Enzyme und der Oxidoreduktase beschäftigen. Nach seiner Rückkehr war Boyer von 1956 bis 1963 Professor für Biochemie an der University of Minnesota, danach wechselte er 1963 als Professor für Chemie an die University of California, Los Angeles. Hier wurde er 1965 als Direktor des neu gegründeten molekularbiologischen Institutes eingesetzt. Auch hier konnte er sich weiter mit der Erforschung des Adenosintriphosphat (ATP) beschäftigen. Auf Grund seiner wissenschaftlichen Ergebnisse wurde er 1968 in die American Academy of Arts and Sciences, 1970 in die National Academy of Sciences und 1998 in die American Philosophical Society aufgenommen. In den 1980er Jahren konnte Boyer ein Modell vorstellen, wie über die ATP-Synthese das Adenosintriphosphat (ATP) gebildet wird. Als Basis dafür dienten ihm langjährig erforschte biochemische Analysedaten. Die Korrektheit dieses Modells wurde durch seinen Forschungskollegen John Ernest Walker bestätigt. Diese Erkenntnisse dienten den Biochemikern als die Grundlage zum Verständnis des Energiestoffwechsels in lebenden Zellen.
Von 1985 bis 1989 war er Leiter eines biochemischen Programms, das die gewonnenen Erkenntnisse wissenschaftlich weiterverfolgte. Bis zu seiner Emeritierung 1989 war er am Department für Chemie und Biochemie der University of California, Los Angeles tätig. Im Oktober 1997 gehörte Paul Delos Boyer, gemeinsam mit dem dänischen Mediziner und Biophysiker Jens Christian Skou (1918–2018) und dem britischen Molekularbiologen John Ernest Walker (geb. 1941) zu den drei Wissenschaftlern, die für ihre grundlegenden wissenschaftlichen Erkenntnisse über die innere Struktur und Funktionsweise zweier zentraler Enzyme zur Energieversorgung von Zellen mit dem Nobelpreis für Chemie ausgezeichnet wurden.
Im Jahre 1939 heiratete Paul Delos Boyer Lydia Wicker. Aus der Ehe gingen drei Kinder hervor.
Paul Delos Boyer verstarb, kurz vor Vollendung seines 100. Lebensjahres, am 2. Juni 2018 in Los Angeles.

## Werk
Wie seine Kollegen Skou und Walker beschäftigte sich Paul Delos Boyer vor allem mit Enzymen, die die Arbeit des Adenosintriphosphats, des Hauptenergielieferanten im Metabolismus der Organismen, katalysieren. Er und Walker konzentrierten sich dabei vor allem auf die Synthese des ATP durch das Enzym ATP-Synthase. Dieses stellt aus dem Adenosindiphosphat (ADP) und einem weiteren Phosphatmolekül das ATP her, indem es diese beiden aneinander bindet. Boyer konnte bereits in den 1950er Jahren nachweisen, dass dieser Vorgang vor allem bei der Enzymaktivität und der Freigabe des ATP Energie bindet statt wie bis dahin angenommen durch die Bindung des ADP an das Phosphat.
In den 1980er Jahren stellte Boyer ein Modell vor, wie über die ATP-Synthase das ATP gebildet werden konnte. Als Basis dienten ihm biochemische Analysedaten. Die Korrektheit des Modells wurde von Walker durch Strukturanalysen des Enzyms bestätigt. Beide lieferten entsprechend wesentliche Grundlagen zum Verständnis des Energiestoffwechsels in lebenden Zellen.
Zur Verleihung des Nobelpreises für Chemie im Jahre 1997 wurden drei Wissenschaftler eingeladen, der Däne Jens Christian Skou, der Brite John Ernest Walker und Paul Delos Boyer. Ausgezeichnet wurden sie für ihre wissenschaftlichen Leistungen bei der Erforschung von Enzymen, die die Arbeit des Adenosindiphosphat (ADP) als Hauptenergielieferant im Metabolismus der Organismen, katalysieren. Während sich Boyer und Walker auf die Synthese des Adenosindiphosphat (ADP) konzentrierten, hatte Skou sich mit der Aufklärung der Struktur des von ihm entdeckten Enzyms "Natrium-Kalium-ATPase" beschäftigt. Im Mittelpunkt stand bei allen drei Wissenschaftlern das Adenosindiphosphat (ADP) als universeller Energietransporteur aller lebenden Zellen, vom Einzeller bis zu den menschlichen Zellen, das somit zu den wichtigsten Molekülen der Biochemie gezählt wird. Da diese Substanz in jeder Zelle ständig benötigt wird, muss es auch ständig neu hergestellt werden. Dafür sorgt vorwiegend das Enzym ATP-Synthease. Der Abbau hingegen erfolgt durch die Natrium-Kalium-ATPhase, ebenfalls ein Enzym, das in der Membran von Nervenzellen lokalisiert ist. Angetrieben wird der molekulare Mechanismus durch eine Art Wasserrad, eine Protonenpumpe. Diese wiederum bezieht ihre Energie aus der Verbrennung von Nährstoffen. Ohne die ATP-Energie verliert der Mensch das Bewusstsein und bereits nach wenigen Minuten sterben die Zellen ab. Der Tod tritt ein.